# كأس العالم لكرة السلة 2027
ستكون كأس العالم لكرة السلة 2027 هي البطولة العشرين لكأس العالم لكرة السلة لفرق كرة السلة الوطنية للرجال. ستقام البطولة في قطر في الفترة ما بين 27 أغسطس و 12 سبتمبر 2027. وسيكون ثالث فريق يضم 32 فريقًا.
ستكون هذه أول بطولة كأس العالم لكرة السلة فيبا تقام في العالم العربي، والثالثة على التوالي التي تقام في آسيا بعد بطولة 2019 في الصين ونسخة 2023 في الفلبين واليابان وإندونيسيا. وستكون قطر ثاني دولة إسلامية تستضيف بعد نسخة 2010 في تركيا.

## اختيار المضيف
خلال اجتماع المجلس المركزي في مانيلا، الفلبين، في 28 أبريل 2023، أعلن الاتحاد الدولي لكرة السلة (FIBA) أن قطر ستستضيف كأس العالم القادم في عام 2027.

## الأماكن
واقترحت قطر في مقطع الفيديو الرسمي الخاص بها إقامة أربعة ملاعب لكأس العالم.
| لوسيل               | الدوحة                 | الدوحة      | الدوحة                         |  |
| حلبة لوسيل الرياضية | ملعب علي بن حمد العطية | قبة أسباير  | صالة الدحيل الرياضية لكرة اليد |  |
| السعة: 16300        | السعة: 8600            | السعة: 8000 | السعة: 8000                    |  |
| </img>              |                        |             | </img>                         |  |